# Vörhenyes csücskösaraszoló
A vörhenyes csücskösaraszoló (Epione vespertaria) a rovarok (Insecta) osztályának lepkék (Lepidoptera) rendjébe, ezen belül az araszolók (Geometridae) családjába tartozó faj.

## Előfordulása

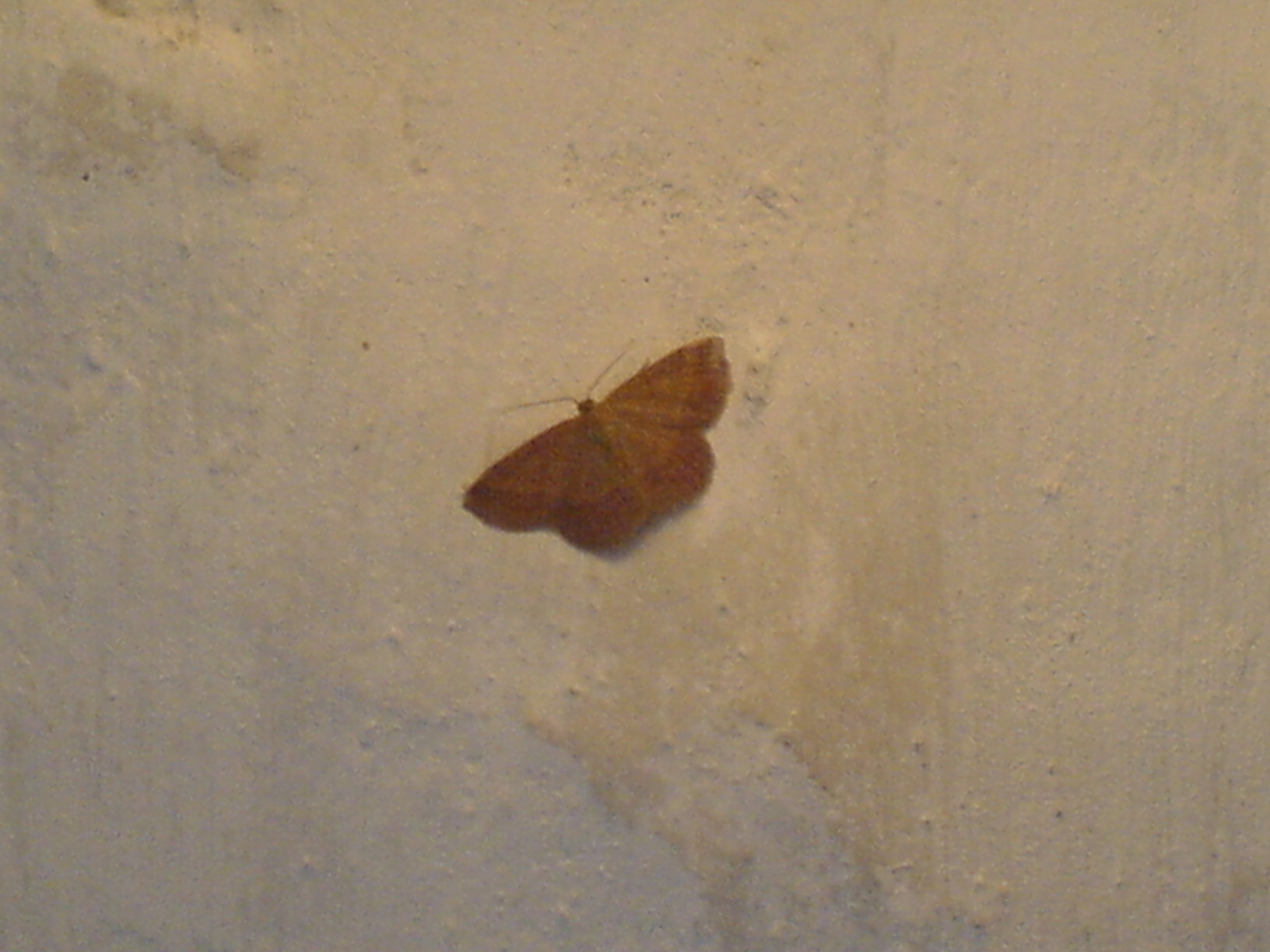
Vörhenyes csücskösaraszoló az erdélyi Marosillyén

A vörhenyes csücskösaraszoló elterjedési területe Európa délnyugati részétől és a Brit-szigetektől kezdve az Amur folyóig tart.

## Alfajai
- Epione vespertaria vespertaria
- Epione vespertaria amura Wehrli, 1940

## Megjelenése
A kifejlett lepkék nemi kétalakúságot mutatnak: a nőstények sötétebbek, mint a hímek. Szárnyfesztávolsága 25–30 milliméter.

## Életmódjuk
A fajnak évente egy repülő nemzedéke van, június-szeptember között. A hernyó május–június között tevékeny. A telet a petében vészeli át. A hernyó tápláléka nyír- és fűz-fajok, valamint európai mogyoró (Corylus avellana) és rezgő nyár (Populus tremula).

## Fordítás
- Ez a szócikk részben vagy egészben  az   Epione vespertaria című angol Wikipédia-szócikk ezen változatának fordításán alapul.  Az eredeti cikk szerkesztőit annak laptörténete sorolja fel. Ez a jelzés csupán a megfogalmazás eredetét és a szerzői jogokat jelzi, nem szolgál a cikkben szereplő információk forrásmegjelöléseként.